# Nero
Nero Claudius Caesar Augustus Germanicus (rodným jménem Lucius Domitius Ahenobarbus; 15. prosince 37 Antium – 9. června 68 poblíž Říma) byl římský císař pocházející z julsko-klaudijské dynastie vládnoucí od 13. října 54 až do okamžiku své smrti. Nero byl synem Gnaea Domitia Ahenobarba a jeho manželky Agrippiny mladší. Trůnu se ujal po smrti svého adoptivního otce Claudia, který ho učinil svým nástupcem – prostřednictvím adopce.
V průběhu jeho panování byla soustředěna pozornost na diplomacii, obchod a kulturní rozvoj. Správu říše ponechal nejprve na bedrech svých rádců, později se sám chopil řízení státu. Nakloněn umění, dal zbudovat četná divadla a podporoval konání různých her a uměleckých soutěží. Zahraničně-politicky nedošlo ke zvětšení velikosti říše dobytím nového území, avšak proběhlo několik nebezpečných konfliktů a vzpour. Krutost římských úředníků v Británii podnítila v roce 60 tamní kmeny k odboji, do jehož čela se postavila královna Boudicca. Mezi léty 58 a 63 muselo být vynaloženo nezměrné úsilí k zachování římské vážnosti při válce s parthskou říši. V Judeji propuklo v roce 66 rozsáhlé povstání vyvolané nespokojeností Židů s útlakem Římany.
Neronova vláda je často spojována s tyranií a extravagancí, jelikož je znám nařízením mnoha poprav či sebevražd. Neblaze proslul zločiny spáchanými na svých příbuzných nebo blízkých, především vraždou vlastní matky Agrippiny, manželky Octavie, adoptivního bratra Britannika a vychovatele Senecy. Příslušníky urozených vrstev římské společnosti pohoršoval a zahanboval svým veřejným vystupováním v divadlech. V souvislosti s tím o něm panuje všeobecně rozšířené, třebaže nejspíše nepravdivé mínění, že zpíval a hrál na kitharu při velkém požáru Říma, který se udál v roce 64. Vinu za tuto pohromu přičítal křesťanům, vůči nimž rozpoutal jedno z prvních pronásledování. Sílící nepřátelství k němu vyústilo v rozsáhlé Pisonovo spiknutí, potlačené v roce 65. Když se proti němu po třech letech vzbouřili místodržitelé několika provincií a pretoriánská garda mu vypověděla poslušnost, ukončil Nero svůj život sebevraždou.
Všechny tyto skutečnosti jsou popisovány v hlavních dochovaných literárních zdrojích, dílech historiků Tacita, Suetonia a Cassia Diona. Jen málo antických autorů, jako třeba Lucanus nebo Seneca, líčí Nerona v poněkud příznivějším světle. Navzdory tomu ho některé z pramenů, včetně těch, jež jsou uvedeny výše, vystihují jako císaře požívajícího popularity prostého lidu, obzvláště v Řecku a ve východních provinciích. Jeho hodnocení se v současnosti stává problematickým, neboť určití moderní historikové zpochybňují věrohodnost antických pramenů pojednávajících o jeho tyranských činech.

## Život

### Původ
Narodil se 15. prosince 37 ve městě Antium (dnešní Anzio), ležícím nedaleko Říma, přičemž jeho rodné jméno znělo Lucius Domitius Ahenobarbus. Byl jediným synem Gnaea Domitia Ahenobarba a jeho choti Agrippiny mladší, sestry císaře Caliguly.
Ze strany svého otce byl příslušníkem starobylé rodiny Domitiů Ahenobarbů, patřící k republikánské nobilitě a pyšnící se četnými konzuláty svých členů. Neronův prapraděd Lucius Domitius Ahenobarbus proslul svým zarputilým nepřátelstvím vůči Gaiu Juliu Caesarovi. Neronův praděd Gnaeus Domitius Ahenobarbus dosáhl během občanských válek významného námořního vítězství nad loďstvem Marka Antonia a Octaviana (Augusta). Z jeho svazku s Aemilií Lepidou vzešel syn Lucius Domitius Ahenobarbus, jenž během svého tažení v Germánii překročil Labe. Lucius se oženil s Antonií starší, dcerou Marka Antonia a Octavie mladší, jejímž bratrem byl Augustus. Jejich syn a Neronův otec Gnaeus působil po jistou dobu v Caligulově doprovodu. Suetonius ho charakterizuje jako podvodníka a vraha, který byl Tiberiem obžalován z velezrady, cizoložství a incestu. Pouze císařova smrt mu dovolila uniknout trestu.
Jeho matka Agrippina mladší byla dcera populárního vojevůdce Germanika a Agrippiny starší. Prostřednictvím svého otce byla Agrippina mladší spřízněna s Livií Drusillou, Augustovou třetí manželkou, Markem Antoniem a Octavií mladší, Germanikovými prarodiči. Germanicus byl navíc adoptivním synem Tiberia. Babičkou Agrippiny mladší z matčiny strany byla Julie starší, dcera Augusta a jeho druhé manželky Scribonie.

### Mládí a vzestup k trůnu
Jeho šance na uchopení vlády se jevily jako nepatrné, protože jeho strýc, císař Caligula, se ujal moci v mladém věku, tudíž měl dostatek času ke zplození vlastního dědice. Sotva dva roky po jeho narození byla jeho matka, zapojená do spiknutí proti Caligulovi, vypovězena na Pontinské ostrovy. Neronův otec Gnaeus se poté stáhl do města Pyrgi v Etrurii, kde v roce 40 zemřel na vodnatelnost. Gnaeův teprve tříletý syn měl dle ustanovení závěti zdědit třetinu jeho statků, nicméně Caligula uchvátil chlapcův podíl pro sebe. Nero byl poslán ke své tetě Domitii Lepidě, která ho údajně zanedbávala. O několik měsíců později byl Caligula společně se svou manželkou Caesonií a dcerou Julií Drusillou zavražděn, načež se novým císařem stal Neronův prastrýc Claudius. Ten vrátil Neronovi jeho jmění po otci a povolal z exilu Agrippinu. Neronova matka se pak provdala za prominentního senátora Gaia Sallustia Crispa Passiena, jenž v roce 47 zemřel a své choti zůstavil značné bohatství.

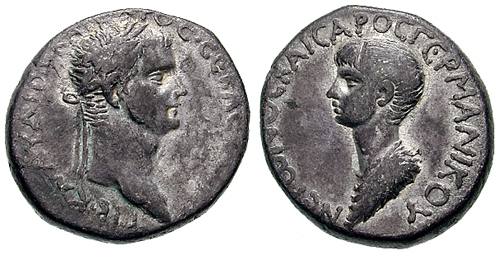
Mince vyražená za Claudia, na zadní straně znázorněn mladý Nero

V téže době byl Claudius ženat se svou třetí manželkou Messalinou, s níž měl dvě děti; dceru Octavii a syna Britannika. Prostopášná Messalina se ovšem v roce 48 pokusila dosadit na trůn místo Claudia svého milence Gaia Silia, kvůli čemuž byla na rozkaz císařova propuštěnce Narcissa popravena. V dalším roce se ovdovělý Claudius oženil se svou neteří Agrippinou, jež byla široce známá svou ctižádostivostí, odvahou, ale také nesmírnou touhou po moci. V zájmu zajištění kvalitního vzdělání pro tehdy dvanáctiletého Nerona přemluvila Claudia, aby povolil návrat z vyhnanství Luciu Annaeu Senekovi. Ten se proslavil svými znamenitými filozofickými spisy a po příchodu do Říma byl určen za Neronova vychovatele; vyučoval jej především rétorice. Nero se osvědčil jako nadaný žák, projevující obzvláštní zálibu v sochařství, malířství a hudbě.
Agrippinin rostoucí vliv na císařskou politiku byl stvrzen v roce 50, kdy byla obdařena titulem augusta. Současně začala usilovně upevňovat Neronovo postavení v otázce nástupnictví na úkor Britannika a podařilo se jí prosadit, aby Claudius přijal svého pastorka za vlastního. Samotný akt adopce Nerona, nesoucího od této chvíle jméno Nero Claudius Caesar Drusus Germanicus, proběhl 25. února 50. Nero byl z matčiny i otcovy strany příslušníkem julsko-klaudijského rodu a kromě toho byl přímo spojen s vládnoucím panovníkem. Ve čtrnácti letech byl předčasně prohlášen za plnoletého a při té příležitosti mu byla senátem svěřena prokonzulská pravomoc. Britannicus sice dosud nebyl zbaven následnictví, fakticky byl však zastíněn Neronovou adopcí a přidělením úřadu. Nero byl o tři roky starší než jeho nevlastní bratr, náležela mu proto pozice přednostního pretendenta trůnu.
V roce 53 si Agrippina vynutila jeho svatbu s Claudiovou třináctiletou dcerou Octavií. Jeho nástupnictví nebylo ovšem zcela zabezpečeno, neboť Claudius se nebránil možnosti sdílené vlády mezi Neronem a Britannikem, což vedlo k rozepřím mezi ním a jeho manželkou. Vzhledem k blížícímu se okamžiku Britannikova dosažení dospělosti nechala prý Agrippina Claudia otrávit. Okolnosti Claudiova skonu, k němuž došlo 13. října 54, jsou v různých pramenech líčeny odlišně, přičemž nelze vyloučit, že zemřel přirozenou smrtí. Nero byl následně Agrippininým přívržencem a pretoriánským prefektem Sextem Afraniem Burrem předveden před vojáky strážní kohorty pretoriánské gardy, jimiž byl pozdraven jako císař. Poté byl vzat do kasáren gardy, v nichž přednesl Senekou napsanou řeč, jíž si získal podporu pretoriánů.

### Vláda

#### První léta

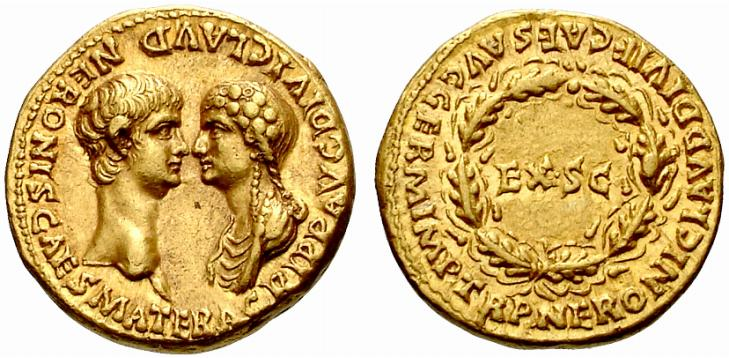
Zlatá mince (aureus) Nerona a jeho matky Agrippiny

Přímo z pretoriánského tábora byl Nero odveden do budovy senátu, v níž byl nadšeně přivítán. Senátoři ještě tentýž den přijali několik usnesení, na základě nichž byl obdařen kompetencemi svého předchůdce. Agrippina tak svému synovi zajistila uznání pretoriánské gardy i senátu v jediném dni. Opomenutí Britannika sice mezi některými jedinci vzbuzovalo jistou nedůvěru, stejně jako zvěsti vztahující se ke Claudiově úmrtí. Kromě toho nebyla navzdory očekávání senátu čtena poslední vůle zesnulého císaře. Nicméně chvalořeč Nerona velebící Claudia, pronesená při jeho pohřbu, a taktéž deifikace zemřelého, k níž dal mladý císař podnět, byly všeobecně přijímány jako doklady jeho mírnosti a úcty ke zvykům předků. Nero přislíbil, že bude vykonávat svoji moc po vzoru Augusta, a vyslovil se příznivě o svých rádcích. Senátory si naklonil hlavně svým odmítnutím rozhodovat o všech soudních sporech, jak to činil Claudius. Tím zdůraznil svébytnost soudní pravomoci senátu, a navíc zrušil provádění velezrádných procesů (maiestas). Pro sebe si Nero vyhrazoval dohled nad armádou a ochranu provincií.

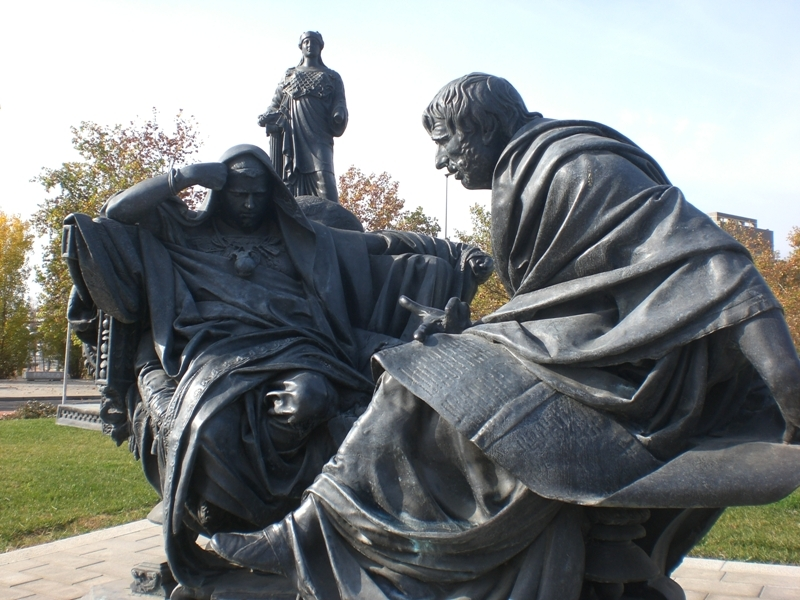
Seneca a Nero, sousoší nacházející se v Córdobě

První léta Neronova principátu se vyznačovala prospěšnou a efektivní správou říše, na čemž měl hlavní zásluhu císařův poradní sbor (consilium). Vzhledem ke svému nízkému věku se Nero o politiku a přímé zasahování do státních záležitostí prozatím příliš nezajímal. Tacitus a Cassius Dio se shodují, že Senekovi a Burrovi náležel tehdy zásadní podíl na určování chodu impéria. Císař byl vystaven rovněž silnému vlivu své matky, která záhy iniciovala zabití Marka Junia Silana, jehož pro příbuzenský vztah s Augustem pokládala za možného Neronova konkurenta. Z tohoto období pocházejí mince, na nichž je Nero zobrazen společně se svojí matkou, avšak mezi Neronovými rádci a Agrippinou brzy vyvstaly první vážnější spory. Během jednání senátu s poselstvem arménského krále se Agrippina pokusila posadit vedle syna, čemuž Nero po Senekově upozornění předešel. Také jeho přátelé mu radili nedůvěřovat matce a varovali ho před jejím podezřelým chováním. Neuspokojen v manželství s Octavií, nalezl Nero zalíbení v někdejší otrokyni Akté. Když se Agrippina doslechla o této aféře, pokusila se zakročit ve prospěch Octavie a žádala svého syna, aby se s Akté rozešel. S podporou Seneky se ale Neronovi podařilo odolat nátlaku matky.
Agrippina, popuzená ztrátou svého vlivu, se neváhala uchýlit k výhrůžkám a připomínala, že Britannicus, Claudiův vlastní potomek, dorůstá do věku, v němž by se mohl ujmout vlády. Tento téměř čtrnáctiletý mladík, jemuž příslušelo nástupnictví před Neronovou adopcí, měl již zanedlouho obléci mužskou tógu. Ačkoli chlapec nepředstavoval pro Nerona nejmenší hrozbu, existovala zřejmě určitá skupina lidí dávajících mu přednost před jeho nevlastním bratrem. Při jedné hostině konané počátkem roku 55 Britannicus náhle a za velice podivných okolností zemřel. Jelikož už od svého dětství trpěl epilepsií a vyznačoval se tělesnou slabostí, lze jen těžko rozpoznat skutečnou příčinu smrti. Nero údajně tvrdil, že Britannicus je stižen záchvatem padoucnice, ovšem antičtí dějepisci přičítají jeho úmrtí otravě provedené z návodu Nerona. Po odklizení Britannika Nero postupně odňal matce její výsady, včetně osobní stráže, načež ji nechal odstěhovat z císařského paláce.

#### Zavraždění matky a konsolidace moci

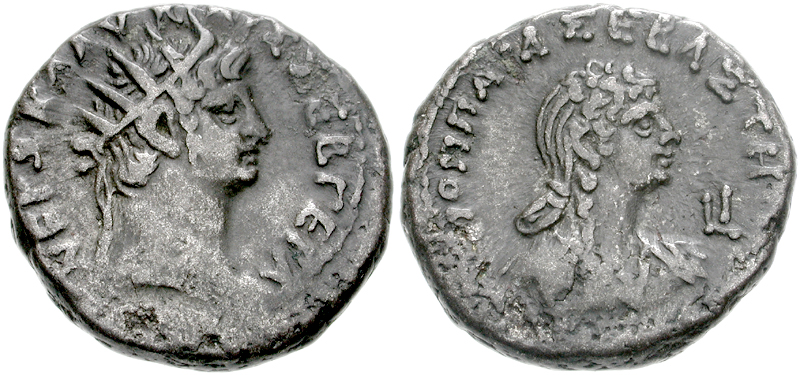
Mince Nerona a Poppaey Sabiny

Pozvolným vymaněním z dohledu rádců a odstraněním potenciálních konkurentů vzrostl Neronův podíl na řízení státu. V roce 55 sesadil propuštěnce Pallanta, významného spojence Agrippiny, jemuž podléhala správa státních financí. Pallas byl spolu s Burrem obviněn ze spiknutí, jehož cílem mělo být ustavení Fausta Cornelia Sully za císaře. Na Seneku padlo podezření z udržování intimního styku s Agrippinou. Přesto unikl vznesení formální obžaloby a dosáhl i očištění Pallanta a Burra. Cassius Dio k tomu poznamenává, že Seneca a Burrus poté rezignovali na dobrý výkon veřejné správy a omezili se na usměrňování Neronova stále nevyzpytatelnějšího chování.
Nero se obklopoval přáteli z řad mladých šlechticů, z nichž je nejvíce znám Marcus Salvius Otho, člověk těšící se bídné pověsti. Otho patrně přivedl Nerona k účasti na nočních dobrodružstvích, při nichž se císař v převleku vydával do krčem a nevěstinců v doprovodu svých společníků. V roce 58 se Nero zapletl s Poppaeou Sabinou, Othonovou manželkou. Ta se nejspíše odmítla stát pouhou císařovou milenkou, avšak dokud byla naživu Agrippina, nebylo myslitelné, aby se Nero rozvedl s Octavií a vstoupil do manželství s Poppaeou. Nero se své matky velmi obával, kvůli čemuž ji nechal vyšetřovat komisí, mezi jejíž členy patřil i Seneca, nicméně nebyl schopen prokázat jí jakékoli provinění. S pomocí svého dřívějšího učitele Aniceta se proto pokusil Agrippinu utopit na lodi, jež se při plavbě rozpadla. Krátce po nezdaru tohoto podniku ji nechal 23. března 59 zavraždit pretoriány v její vile pod falešnou záminkou, že se ho chystala připravit o život. Podíl Seneky a Burra na tomto zločinu zůstává nejasný. Zřejmě nebyli zasvěceni do prvotního Neronova záměru a teprve později souhlasili s jejím usmrcením. Různí dnešní historikové nepokládají za pravděpodobné, že by Neronovým motivem k tomuto činu byla svatba s Poppaeou, k níž ostatně došlo až po třech letech. Suetonius navíc udává, že rozvod Poppaey a Othona proběhl až po Agrippinině smrti, čímž je zpochybněno Poppaeino naléhání na Nerona ohledně uzavření manželství. Vyskytují se tudíž výklady, podle nichž byla Agrippinina poprava zapříčiněna jejími intrikami, neboť chtěla dosadit na trůn svého příbuzného Gaia Rubellia Plauta.

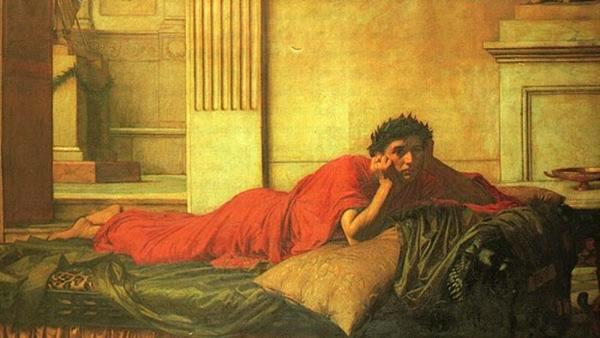
Nero po zavraždění vlastní matky, obraz od Johna Williama Waterhouse

V roce 62 zemřel Burrus, jeden z Neronových nejbližších rádců, což výrazně přispělo k Senekově pádu. Funkcí pretoriánského prefekta byli pověřeni dva muži, přičemž jeden z nich, Gaius Ofonius Tigellinus, je Tacitem popisován jako velice zkažený jedinec svádějící Nerona ke špatnostem. Seneca musel čelit osočování a rostoucímu počtu pomluv, jež ho přiměly k odchodu z veřejného života do ústraní. Nero se poté rozvedl s Octavií z důvodu její domnělé neplodnosti. Dále ji vinil ze styků s otrokem a na základě tohoto lživého nařčení ji vykázal do vyhnanství. Tím ale vyvolal neklid mezi lidmi, u nichž se Octavie těšila znatelné oblibě. Nero povolil Octavii návrat, avšak vzápětí proti ní vlivem Poppaeina očerňování vznesl nová obvinění, jimiž jí vytýkal cizoložství. Octavie byla potrestána vypovězením a uvězněním na ostrově Pandateria, kde po několika dnech obdržela příkaz ke spáchání sebevraždy. Když se zdráhala, Tigellinovi pretoriáni jí otevřeli žíly a posléze ji zadusili v přetopené parní lázni.
Téhož roku nastaly první komplikace ve vztahu Nerona a senátu. Praetor Antistius byl jako první od Claudiovy smrti obžalován z velezrady, protože veřejně přednesl verše hanící císaře. Nero vypověděl do vyhnanství Fabricia Veientona, jenž si prostřednictvím písemností dovolil znevažovat senátory. Své postavení císař konsolidoval popravou několika významných jedinců, včetně svých protivníků Pallanta, Rubellia Plauta a Fausta Sully. Ačkoli v okamžiku svého nástupu na trůn slíbil ponechat senátu jeho kompetence, Nero této instituci postupně odnímal veškerou její zbývající moc. Tato skutečnost spolu s císařovou vzrůstající podezřívavostí měly za následek vznik spiknutí vedeného Gaiem Calpurniem Pisonem, jehož kořeny spatřuje Tacitus právě v roce 62.

#### Správa říše

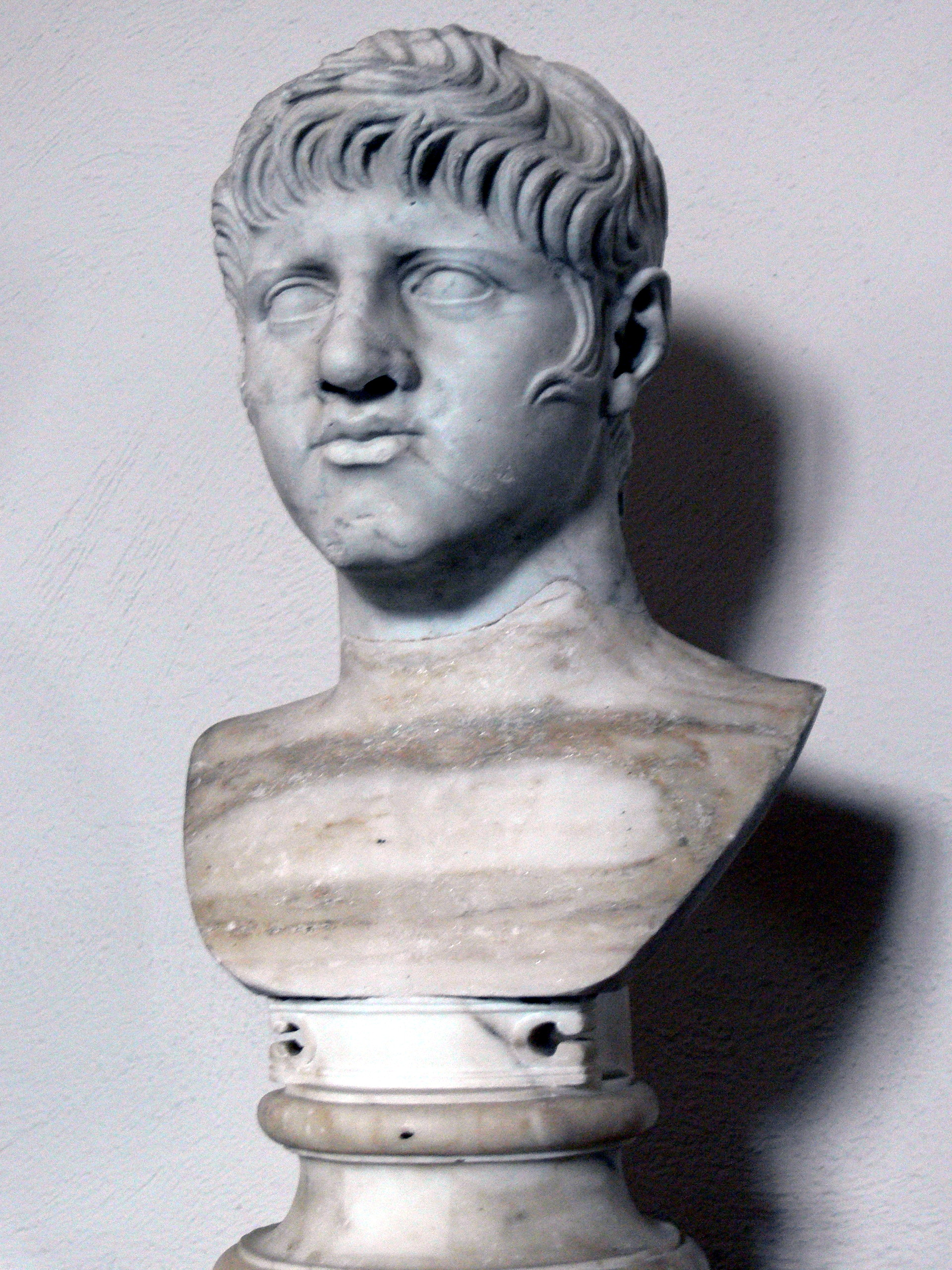
Busta mladého císaře

V průběhu své vlády Nero často prováděl opatření, jimiž chtěl uspokojit nižší vrstvy obyvatelstva, byl tedy vystaven kritice nobility pro svoji posedlost zalíbit se lidu. Své panování zahájil příslibem většího podílu senátu na rozhodování. V prvním roce dokonce zakázal svému kolegovi v úřadu konzula přísahat na císařská nařízení. Tímto a zdráháním přijmout nabízené pocty si vysloužil respekt senátorů. Nero trávil nejprve čas zahálčivým životem a o vládní záležitosti se nijak zvlášť nestaral. Po roce 55 se chápal stále aktivnější role v administrativě a během pěti let zastával celkem čtyřikrát konzulát. Někteří antičtí dějepisci se vyjadřují pozitivně o tomto počátečním období kontrastujícím s Neronovým pozdějším vládnutím.
V oblasti práva stanovil Nero omezení rozsahu zástav a pokut ukládaných magistráty. Taktéž zakročil proti padělání listin a určil nejvyšší možnou odměnu pro obhájce. V senátu se rozpoutala diskuse o hanebném jednání propuštěnců, v rámci níž byl vznesen návrh umožňující patronům zbavit své bývalé otroky svobody. Nero v této věci vystoupil na straně propuštěnců a nepřipustil posílení práv patronů. Když byli výběrčí daní obviněni z přehnané přísnosti k chudým, císař přenesl část jejich pravomoci na jiné úředníky. Místodržitelům a prokurátorům zapověděl pořádání veřejných her a gladiátorských zápasů, neboť se obával, že se jimi snaží zastřít ukládání nadměrných finančních odvodů obyvatelům provincií. Tacitus připomíná četné případy správních činitelů sesazených, nebo odsouzených a potrestaných pro vydírání a uplácení. Opakující se stížnosti lidu na přílišnou tíživost daní přiměly Nerona k úvahám o zrušení všech nepřímých daní. Senátoři ho ale svými námitkami přesvědčili, že tento záměr by zruinoval státní pokladnu. Bylo proto sjednáno kompromisní řešení zahrnující snížení daňové sazby ze 4,5 procent na 2,5 procenta. V souvislosti s tím císař rovněž přikázal, aby byla veřejně vyhlašována běžná výše sazby každé daně. Obchodní lodě byly osvobozeny od daní, což vedlo k poklesu cen potravin.
V roce 63 se objevily závažné hospodářské obtíže, když trvající válečné konflikty na okrajích říše a problémy při dopravě obilí hrozily vyvolat růst ceny této komodity. V dalším roce zasáhla říši hrozivá katastrofa v podobě rozsáhlého požáru, který svými plameny strávil větší část Říma. Nero poté vyvinul značné úsilí, aby ulehčil zoufalou situaci obyvatel města. Po uhašení ohně a odvezení sutin do ostijských bažin započal s dalekosáhlou rekonstrukcí města, probíhající po celý konec jeho panování. Antičtí historikové upozorňují, že Neronovy stavební projekty se vyznačovaly zbytečnou výstředností a velké množství takto vzniklých nadbytečných výdajů muselo být uhrazeno na úkor Itálie „vypleněné sháněním peněz“, zatímco provincie byly „přivedeny na mizinu“. Současní badatelé však poznamenávají, že impérium bylo v tomto období stiženo deflací, takže nelze vyloučit, že Neronovy výlohy spojené s veřejnými stavbami a jeho štědrost vůči lidu pomohly snazšímu překonání tehdejších ekonomických nesnází.

#### Podrobení Arménie
V oblasti zahraniční politiky se Nero spoléhal na schopnosti jím vybraných místodržitelů a vojevůdců. Třebaže se sám neúčastnil žádného tažení, přispěním svých podřízených mohl oslavit několik úspěchů, z nichž k nejdůležitějším patřilo vítězství nad Parthy v Arménii. Tato země se nacházela na pomezí sfér vlivu Říma a parthské říše, mezi nimiž tvořila nárazníkové pásmo. Arménii svíral už za Claudia neklid, čehož parthský velkokrál Vologaisés I. využil k vyslaní vojska proti tamnímu vládci Radamistovi. Povstání lokální šlechty přimělo Radamista k útěku, načež byl na arménský trůn nastolen Vologaisův bratr Tiridatés. Římská pasivita skončila nástupem Nerona, jenž v zimě 54 ustavil osvědčeného velitele Gnaea Domitia Corbulona správcem provincií Kappadokie a Galatie. Vzhledem k vnitřním zmatkům v parthské říši Vologaisés dočasně ustoupil z Arménie, nicméně pokusy Římanů vyřešit spor diplomatickými prostředky byly odsouzeny k nezdaru. Corbulo mezitím obnovil kázeň v řadách vojska a s posílenými legiemi doplněnými pomocnými sbory vtáhl v roce 58 do Arménie. Aniž by došlo k většímu vojenskému střetnutí, obsadili Římané města Artaxatu a Tigranocertu. Nato Tiridatés uprchl na parthský dvůr a jako nový vládce Arménie byl dosazen princ Tigranés z kappadockého královského rodu, který větší část života pobýval v Římě. Corbulo ponechal v Arménii pár tisíc mužů a s většinou armády se stáhl do Sýrie, jejímž místodržitelem byl za své zásluhy jmenován.

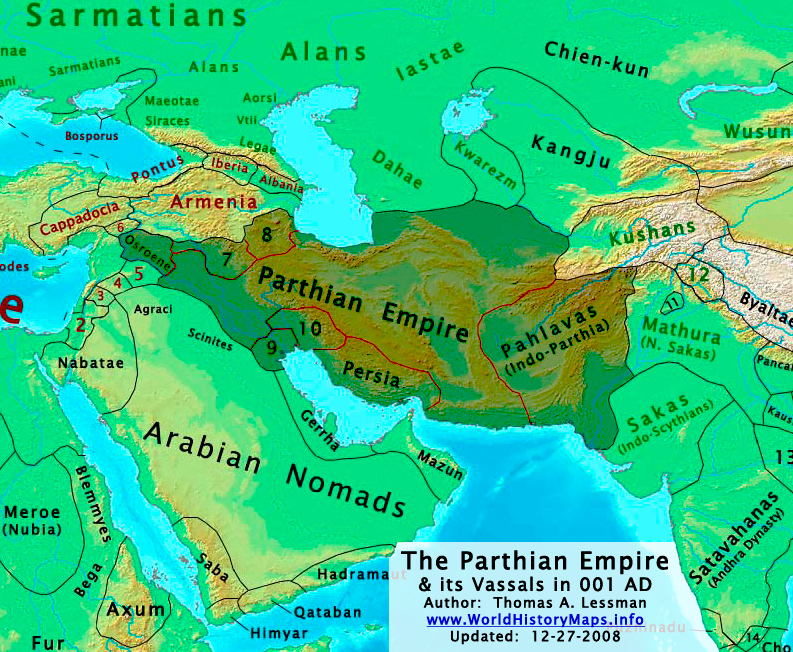
Parthská říše a Arménie

Po Tiridatově vypuzení byl Nero pozdraven jako imperátor a kromě toho byl zahrnut četnými jinými poctami, včetně triumfálního oblouku, ovšem mír v Arménii nevydržel příliš dlouho. Záhy po Corbulonově odchodu do Sýrie totiž Tigranés lehkomyslně napadl Adiabenu, království podléhající parthské říši. Vologaisés se vzápětí vypravil do Sýrie a jeho bratr Tiridatés oblehl Tigranocertu. Římané toto město ubránili, zatímco Corbulonovi se podařilo demonstrací své rozhodnosti odradit Vologaisa od překročení Eufratu. Navzdory tomu římští vojáci společně s Tigranem opustili Arménii. Vologaisés vyslal poté do Říma své emisary, jejichž prostřednictvím žádal uznání svého bratra za arménského krále. Vyjednávání však nepřinesla výsledek, takže v roce 62 byla válka znovu obnovena. Římský velitel Lucius Caesennius Paetus musel po počátečních úspěších upustit od tažení do Arménie kvůli nedostatku zásob a při zpátečním pochodu se jeho dvě legie ocitly v obklíčení poblíž Rhandeie. Římané byli následně nuceni za ponižujících podmínek kapitulovat a odejít z Arménie, čímž ji fakticky ponechali v rukou Parthů.
V reakci na tuto potupnou porážku shromáždili Římané v roce 63 početné ozbrojené síly, do jejichž čela byl opět postaven Corbulo. Ten obdržel mimořádnou pravomoc nadřazující ho nad ostatní správce východních provincií, což mu mělo posloužit k definitivnímu urovnání poměrů v Arménii ve prospěch Říma. Mohutnost Corbulonova vojska, sestávajícího z pěti legií a velkého množství pomocných sborů, přesvědčila Tiridata o nezbytnosti podrobení se císaři. Se souhlasem Vologaisa se před nastoupenými legiemi vzdal diadému, symbolizujícího královskou hodnost. O tři roky později Tiridatés přicestoval do Říma, kde ho Nero během velkolepé slavnostní ceremonie učinil arménským králem.

#### Pacifikace Británie
Od čtyřicátých let 1. století byla jižní část ostrova Velká Británie vojenskými akcemi nebo spojeneckými smlouvami s lokálními náčelníky přeměňována v římskou provincii. V roce 58 určil Nero novým správcem Gaia Suetonia Paulina, zkušeného legáta, který se mohl proslulostí měřit s Corbulonem. Paulinus tvrdě zakročil proti Britanům na ostrově Mona (Anglesey): muže, ženy a druidy nechal pobít a zdejší posvátné háje dal vykácet. V téže době, někdy kolem roku 60, zemřel Prasutagus, náčelník Icenů, kmene sídlícího v nynější jihovýchodní Anglii. V závěti odkázal svůj majetek Neronovi a svým dvěma dcerám. Nicméně prokurátor Catus Decianus v rozporu s Prasutagovou poslední vůlí zabral veškeré území Icenů. Vůdčí představitelé kmene byli zbaveni své půdy, Prasutagova manželka Boudicca zbičována a její dcery znásilněny. Toto bezohledné zacházení ze strany Římanů vyprovokovalo Iceny k zahájení povstání, k němuž se brzy přidaly i jiné britské kmeny.
Vzbouřenci vedení Boudiccou postupně napadli a vydrancovali Camulodunum (Colchester), Londinium (Londýn) a Verulamium (St Albans). Při dobývání těchto měst si povstalci počínali se značnou nemilosrdností, jíž padly za oběť tisíce Římanů a romanizovaných Britanů. Tacitus uvádí, že při nastalém krveprolití přišlo o život 70 000 lidí. Neutěšená situace v Británii dokonce podnítila Nerona k úvahám o úplném vyklizení ostrova. Paulinus prodléval v okamžiku vypuknutí revolty v dnešním Walesu a pro nedostatek vojáků se musel vzdát obrany Londinia. Teprve s odstupem času byl schopen shromáždit svoji legio XIV Gemina, několik kohort legio XX Valeria Victrix a jakési pomocné oddíly. Jeho vojsko čítající pouhých 10 000 mužů bylo výrazně převyšováno početně silnějšími barbary. Nehledě na tuto zjevnou nevýhodu svedl Paulinus s povstalci bitvu u Wattling Street, v níž Britany jednoznačně rozdrtil. Boudicca krátce po této porážce zemřela a vzbouřené kmeny se záhy podvolily Římanům.
S reorganizovaným vojskem podnikl Paulinus trestnou výpravu proti zbývajícím ohniskům odporu, jež si podrobil nelítostnými represemi. Dohled nad civilními záležitostmi v provincii byl svěřen prokurátorovi Gaiu Juliu Classicianovi, informujícímu císaře o Paulinově extrémně tvrdé politice. Nero tudíž vyslal do Británie propuštěnce Polyclita s úkolem vyšetřit věc na místě. Paulinus byl zanedlouho odvolán a nahrazen Publiem Petroniem Turpilianem, uplatňujícím vůči Britanům zdrženlivější přístup.

#### Velký požár
Řím byl pravidelně vystavován ničivému působení požárů, k čemuž přispívaly chatrné překážky šíření plamenů, přelidněnost, nevyhovující vybavení pro boj s ohněm a neuspořádanost až chaotičnost městské zástavby. V noci na 19. července 64 vypukl velký požár Říma, jenž vzhledem k silnému větru rychle zachvátil rozlehlé zastavěné plochy. Podle Tacitova líčení řádil tento živel ve městě šest dní. Když se již zdálo, že se oheň podařilo dostat pod kontrolu, opět se rozhořel a ještě tři dny pustošil Řím. Z celkem čtrnácti městských obvodů byly tři úplně zničeny, v sedmi byly domy výrazně poškozeny a pouze čtyři zůstaly nedotčeny. Plinius starší jako jediný z tehdejších dějepisců popsal průběh tohoto běsnění. V pracích ostatních soudobých spisovatelů, včetně Flavia Josepha, Diona Chrýsostoma, Plútarcha a Epiktéta, se nevyskytují o této události žádné zmínky. Pohroma započala v obchodech nalézajících se podél Cirku Maximu, odkud se oheň rozšířil na sever přes Palatin a údolím pozdějšího Kolosea až k pahorku Esquilinu. Nero, pobývající zpočátku ve své letní rezidenci v Antiu, obdržel po svém návratu do Říma zprávu, že plameny pohlcují císařský palác.

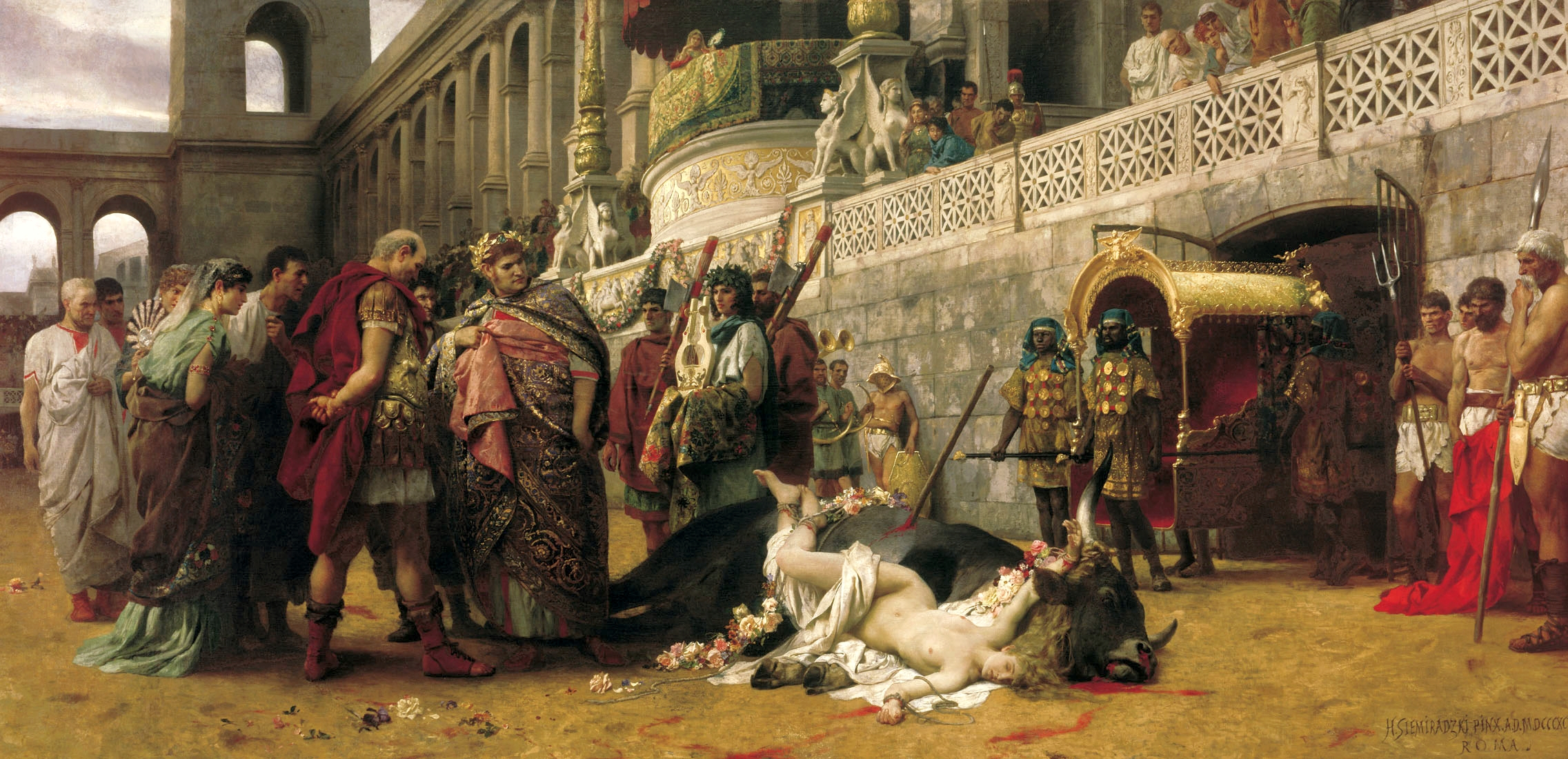
Křesťanská Dirké, obraz namalovaný Henrykem Siemiradzkim

Rozsah a důsledky katastrofy okamžitě vyvolaly spekulace o jejích příčinách. Brzy se objevily zvěsti o tom, že Nero nechal město úmyslně zapálit, aby ho mohl přetvořit dle svých představ. Zvláště Suetonius a Cassius Dio vinili Nerona ze žhářství, jelikož jedině tak mohl získat prostor pro zamýšlený obrovský palácový komplex. Tacitus připomíná, že se k tomuto zločinu doznali křesťané, ačkoli není známo, zda toto přiznání nebylo vynuceno mučením. K náhodným požárům docházelo v antickém Římě celkem běžně, o čemž svědčí i obdobná neštěstí v letech 69 a 80. Nelze tedy vyloučit, že pravá příčina spočívala v neopatrnosti kupců na některém z tržišť. Na Neronovi přesto ulpívá jisté podezření, následkem čehož vstoupil do obecného povědomí jako žhář mající na svědomí zapálení Říma.
Suetonius ve svém díle píše, že Nero shlížel na Řím stravovaný plameny, přičemž měl ve svém jevištním kostýmu hrát na kitharu a zpívat píseň „O dobytí Tróje“. Naopak Tacitus zpochybňuje toto tvrzení jako pouhou fámu. Jakmile se prý Nero doslechl o pohromě, neprodleně odcestoval do Říma, kde podnikl opatření ke zmírnění dopadů požáru. Přitom neváhal využívat svých soukromých finančních prostředků. Lidem pozbývajícím svého domova zpřístupnil Martovo pole, a dokonce je vpustil do svých sadů. Aby zabránil hladu mezi přeživšími, zajistil zásobování potravin a snížení jejich ceny. Ihned po zdolání ohně byl vypracován nový plán města, počítající při obnově se širšími ulicemi a omezením maximální výšky budov, z nichž každá měla být opatřena vlastními zdmi. Pro sebe dal císař zřídit obrovský a nesmírně honosný palác, známý jako Zlatý dům (Domus Aurea), zahrnující rozsáhlé území pokryté upravenou krajinou, včetně lesů a umělého jezera, a vlastní, 30 metrů vysokou sochu.
Neustávající zvěsti připisující mu odpovědnost za zničení města přinutily Nerona nalézt pachatele požáru. Za ně posléze označil křesťany, které část obyvatelstva vnímala jako podezřelé. Císař nařídil uvěznění křesťanů, z nichž mnozí bylo odsouzeni ke krutým trestům smrti. Většina byla upálena, což byl trest stanovený římským právem pro žháře, někteří byli ukřižováni, případně předhozeni dravým šelmám. Toto pronásledování, probíhající v Římě, patřilo k prvním z celé řady místních pogromů, jež ve 3. století přerostly v systematické stíhání křesťanů. Tuto událost zachytil Tacitus ve svých Letopisech:
„Aby potlačil tu pověst, nastrčil Nero jako viníky a potrestal nejvybranějšími tresty ty, jež lid pro neřestný život nenáviděl a nazýval Chrestiani. Původce toho jména Kristus byl za vlády Tiberiovy prokurátorem Pontiem Pilatem popraven. Tato zhoubná pověra byla sice prozatím utlumena, ale znovu propukla nejen v Judeji, kolébce toho zla, nýbrž i v Římě, kde se všechny ohavnosti nebo hanebnosti soustřeďují a nalézají hojně ctitelů. Byli tedy pochytáni nejdříve ti, kteří se přiznávali, později však na jejich udání bylo jich převeliké množství usvědčeno, ne tak ze zločinu žhářství, jako spíše z nenávisti k lidskému pokolení. A ještě když umírali, tropili si z nich posměch tak, že jsouce pokryti kožemi divokých zvířat, byli rváni od psů a tak hynuli, nebo byli přibiti na kříže nebo určeni plamenům, a když se setmělo páleni k nočnímu osvětlení.“

#### Nero umělec

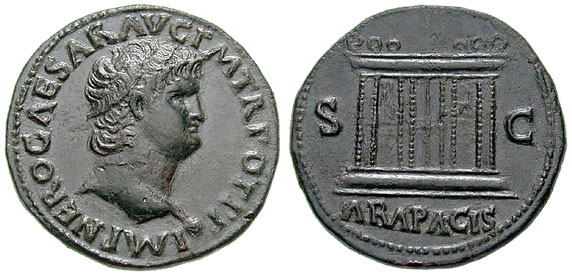
Neronova mince pocházející přibližně z roku 66, Ara Pacis na zadní straně

Od dob svého mládí projevoval Nero mimořádné zalíbení v umění, kvůli čemuž se obklopoval básníky, jejichž cílem bylo vyrovnat se slavným autorům minulosti. Z Athén byl povolán Senekův synovec Lucanus, aby se stal členem skupiny mužů věnujících se psaní veršů pod císařovou záštitou. Mezi jiné významné představitele Neronova literárního kruhu patřili dále Persius a císařův „rozhodčí ve věcech vkusu“ Petronius. Neronův zájem se ovšem neomezoval pouze na poezii, nýbrž vynikal i v malířství a sochařství. Rovněž se velice snažil vystoupit jako herec za doprovodu kithary a toužil po řízení čtyřspřeží. Soudobí historikové naznačují, že konzervativní aristokratické vrstvy si divadlo a umělecké soutěže ošklivily jako cizokrajnou zábavu ničící mravy Římanů. Především herectví se těšilo nevalné pověsti činnosti naprosto nevhodné pro římského občana. Seneca a Burrus nakonec svolili, aby se císař v soukromí oddával závodění, jemuž směl později přihlížet i římský lid.
Při příležitosti svého prvního holení vousů zavedl Nero v říjnu 59 nový festival pojmenovaný Juvenalia. Nejpřednější osobnosti byly vyzvány k účasti na této slavnosti, při níž musely bez ohledu na věk nebo pohlaví účinkovat v rozličných dramatických inscenacích, třebaže takové jednání bylo považováno za zavrženíhodné a neslučitelné s postavením urozeného člověka. V samotném závěru vykročil na pódium také Nero. V roce 60 se rozhodl oslavit pět let své vlády hrami uspořádanými podle řeckého vzoru a nazvanými Neronia. Ty zahrnovaly hudební, tělocvičné a jízdní závody, jež byly na rozdíl od Juvenalií zpřístupněny nejenom aristokratům, ale všemu obecenstvu. Svého prvního skutečně veřejného vystoupení se Nero odvážil teprve v roce 64 v Neapoli. Během jeho zpěvu v divadle se událo mírné zemětřesení, pokládané císařem za příznivé znamení. Nero potom zvažoval výpravu do Řecka, kde usiloval dosáhnout slávy vítězstvím v soutěžích na tamějších hrách. Od této myšlenky však zatím upustil a odebral se zpět do Říma, v němž se chystal zapůsobit na publikum při druhém konání Neronie. Senátoři naplnění obavami z hrozícího skandálu se pokusili Nerona odradit od dalšího vystupování na jevišti a usnesli se udělit mu cenu za zpěv a výmluvnost předem. Císař to odmítl, neboť byl rozhodnut utkat se se soupeři, pročež vystoupil na jevišti a přednesl svoji báseň. Dav ho přesvědčoval, aby se zapojil i do pěveckého klání, v čemž mu Nero ochotně vyhověl. Nicméně ctihodní občané a cizinci přicestovalí z Itálie nebo provincií pociťovali zděšení při pohledu na tuto podívanou.
Sotva krátce po skončení her zemřela Poppaea. Tacitus shledával za nesmyslné, že by ji Nero dal otrávit, o čemž se měli zmiňovat blíže neznámí autoři. Poppaea byla těhotná a císař si přál mít děti, jelikož jeho první dcera Claudie, která se narodila v lednu 63, umřela v pouhých čtyřech měsících. Často se uvádí, že Nero podlehl výbuchu vzteku a kopl Poppaeu do břicha, čímž jí přivodil potrat a vzápětí smrt. Příčinou jeho hněvu měla být Poppaeina výtka ohledně opožděného návratu z vozatajského závodiště. Tyto okolnosti a příčiny Poppaeina skonu se ale některým současným historikům jeví být sporné.

#### Pisonovo spiknutí
Císařovo nepřístojné chování společně se vzrůstající nesnesitelností jeho vládnutí od okamžiku velkého požáru posílily odhodlání leckterých senátorů a jiných předních mužů zasáhnout proti Neronovi a slovy Tacita „přispět pomocí vyčerpanému státu“. V roce 65 bylo zorganizováno spiknutí, vedené mimořádně oblíbeným Gaiem Calpurniem Pisonem, význačným politikem a literátem, usilujícím o Neronovo sesazení. Do tohoto podniku se podobně jako v případě úspěšné konspirace proti Caligulovi zapojila řada jedinců, včetně senátorů, jezdců, vojáků pretoriánské gardy, a dokonce jeden z jejích prefektů. Na připravovaných úkladech císaři se nepodíleli správci provincií stojící v čele početných vojenských sborů, což se ukázalo jako závažný nedostatek bránící zdaru akce. Ke spiklencům se kromě jiných připojil básník Lucanus, protože žárlivý Nero mu bránil v publikování veršů. Mezi účastníky náležel také designovaný konzul Plautius Lateranus, jehož motivem byl patriotismus. Pretoriánský prefekt Lucius Faenius Rufus, obávající se Tigellinova vlivu, zasvětil do celé věci několik tribunů a centurionů, z nichž vynikal odvahou především Subrius Flavus, toužící zavraždit Nerona vlastní rukou.
Spiklenci otáleli s provedením činu, nicméně Poppaeino těhotenství je přimělo jednat, neboť narození Neronova dědice mohlo ztížit přijetí Pisona za císaře. Vhodný okamžik k atentátu se naskytl při císařově návštěvě Pisonovy vily v Bajích v březnu 65, ovšem Piso odmítl využít této příležitosti. Jistá žena jménem Epicharis takřka zmařila konspiraci, když se pro ni pokusila získat námořního velitele Volusia Procula. Ačkoli ji ihned udal, Epicharis svým mlčením zamezila prozrazení. Posléze bylo proto ujednáno, že Nero bude zavražděn v dubnu během sledování závodu vozů při slavnosti konané k poctě bohyni Cereře. Přítomnost velkého množství diváků a snadnost přístupu k císaři by znemožnily odvrácení útoku. Jakmile by byl Nero usmrcen, měl být Piso dopraven do pretoriánského tábora s Claudiovou dcerou Antonií, jež by dodala legitimity jeho uchopení moci.

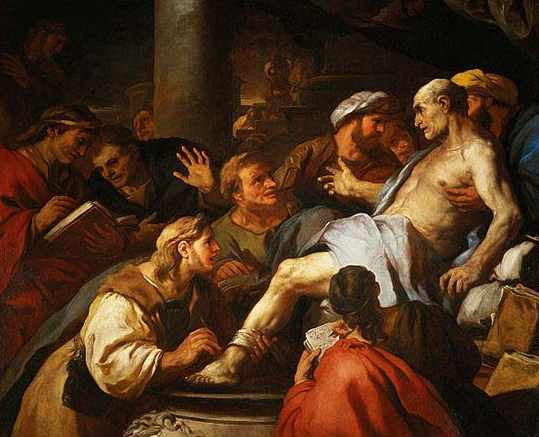
Senekova smrt od Luky Giordana

Nedlouho nato propuštěnec jednoho ze zapletených senátorů jménem Milichus sdělil podrobnosti ohledně chystaného spiknutí nejprve Neronovu sekretáři, propuštěnci Epafroditovi, a pak samotnému císaři. Následovala vlna zatýkání, po níž Tigellinus postupně odhalil celý rozsah konspirace. Z výpovědí zadržených byla zjištěna nejen klíčová role Pisona, nýbrž podezření padlo i na Seneku. Nerona obzvláště vyděsila zrada důstojníků gardy, kvůli čemuž se obával eventuální vzpoury pretoriánů. Aby si pojistil jejich loajalitu, rozdal každému z nich dva tisíce sesterciů, a navíc příděl obilí zdarma. Za svoji účast byly různě potrestány téměř čtyři desítky mužů a žen: Piso, Seneca, Lucanus, Faenius Rufus a dalších patnáct osob bylo buď donuceno otevřít si žíly, nebo popraveno. Mnozí jiní byli s přihlédnutím k míře provinění posláni do vyhnanství, či postiženi na majetku.
Poté, co ztratil Poppaeu, přestal Nero s projevováním zdánlivé mírnosti a přikročil k otevřenému stíhání senátorů. Pisonovo spiknutí mu vyjevilo skutečnou míru nepřátelství aristokracie chovanému vůči němu, pročež se rozhodl rozdrtit veškerou opozici a zbavit se kohokoli, kdo by mohl vznést nárok na vládu. Neronův strach dopadl hlavně na příslušníky staré republikánské nobility a kritiky principátu. Lucius Junius Silanus, syn prvního senátora popraveného Neronovým režimem, byl uvězněn a zabit za tím účelem poslaným centurionem. Tigellinus nelibě snášející přízeň, jíž Nero zahrnoval Petronia, přesvědčil císaře o tom, že jeho přítel věděl o pletichách Pisona a jeho stoupenců. Petronius pochopil smysl Neronova dopisu, v němž mu císař oznamoval, že si ho nepřeje více vidět, a skončil svůj život. V témže roce byli senátoři Thrasea Paetus a Barea Soranus, dávající už dříve najevo svůj odpor k Neronovu počínání a k podlézavosti svých kolegů, obžalováni z velezrady. Senát seznal oba vinnými, načež museli spáchat sebevraždu.

#### Výprava do Řecka, židovské povstání

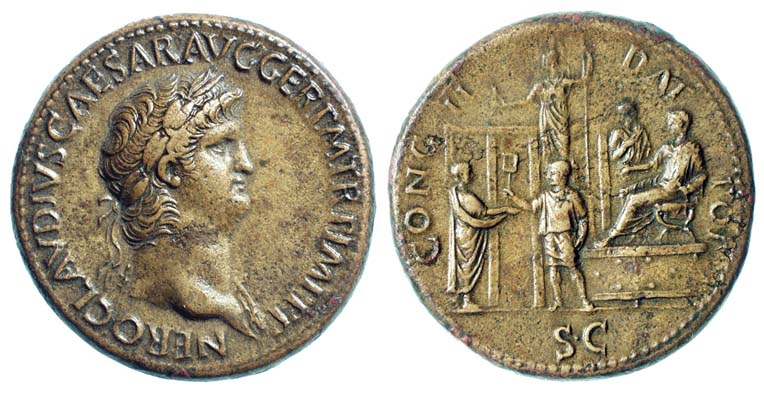
Neronův sestercius

Koncem září 66 se Nero v doprovodu početného zástupu propuštěnců, přátel a oblíbenců, v němž se nacházela i jeho třetí manželka Statilia Messalina, vypravil do Brundisia, odkud odplul na východ. Po krátké zastávce na ostrově Kerkýra přistál v Korintu, který si zvolil za svoji rezidenci při nadcházejícím pobytu v Achaji. Od počátku svého panování se Nero čile zajímal o řeckou kulturu a umění stejně jako o přírodní vědy a zeměpis. Jeho nadšení pro vše řecké odpovídalo jeho vlastnímu chápání sebe samého jako filheléna. V roce 67 Nero navázal na svá někdejší veřejná vystoupení účastí na olympijských hrách jako vozataj. V průběhu závodu ztratil Nero kontrolu nad svým spřežením a spadl z vozu, čímž se ocitl v ohrožení života. Ačkoli soutěž nedokončil, přesto byl vyhlášen vítězem a slavnostně ověnčen. Císař se zapojil do sportovních klání a divadelních představení taktéž v jiných řeckých městech, z nichž si odnesl hojná vítězství.
Řecko se stalo rovněž místem konání Neronovy obskurní svatby s eunuchem Sporem. Pak pojal císař úmysl prokopat Isthmos, přičemž sám započal s pracemi na výkopu. Již v prvních měsících roku 67 byl do Řecka povolán Corbulo, jemuž Nero brzy po jeho připlutí přikázal, aby provedl sebevraždu. Velký vojevůdce poté poslušně vykonal, co mu císař nařídil. Důvody Corbulonovy smrti patrně spočívaly v jeho angažování se ve spiknutí vedeném jeho zetěm Luciem Anniem Vinicianem, třebaže tuto skutečnost nelze potvrdit s naprostou jistotou. V listopadu sezval Nero do Korintu zástupce řeckých obcí, jimž slavnostně ohlásil, že obyvatele provincie Achaie osvobozuje od placení daní. Nero tímto projevem velkorysosti nesledoval žádné politické cíle, nýbrž si pouze přál odvděčit se Řekům, jimž chtěl zaručit totéž postavení, jaké náleželo Italům.
Záhy po svém příjezdu do Řecka obdržel Nero zprávy o propuknutí povstání Židů v Judeji. Poměry v této provincii se zhoršovaly téměř nepřetržitě po několik předcházejících desetiletí. Za prokurátorů Marka Antonia Felika, bratra propuštěnce Pallanta, a Gessia Flora neustále narůstalo napětí ve vztazích mezi Židy a zdejšími Řeky, k čemuž přispívala bezohlednost a nenasytnost římských místodržitelů. Podnětem k zahájení povstání se stalo odmítnutí Římanů zamezit protižidovským provokacím Helénů ve městě Caesarea. Gessius Florus ještě více roznítil zuřivost Židů zcizením pokladu z jeruzalémského Chrámu. Po kapitulaci římské posádky v pevnosti Masada se v říjnu 66 syrský místodržitel Cestius Gallus pokusil proniknout s jedinou legií k Jeruzalému. Narazil ale na houževnatější odpor, než jaký očekával, což ho přinutilo ke stažení. Při následném ústupu byli římští vojáci přepadeni ze zálohy a zmasakrováni židovskými povstalci. V reakci na tento neúspěch pověřil Nero vedením války se Židy zdatného generála Tita Flavia Vespasiana. Ten v dalším roce vtáhl s mohutným vojskem do Galileje a poměrně rychle si tuto oblast podmanil. V červenci 67 dobyli Římané pevnost Jotapatu, jejímž velitelem byl slavný historik Josef ben Mathitjahu, známý spíše jako Flavius Josephus. Nastalá občanská válka v římské říši přerušila vojenské operace, takže úplného potlačení povstání bylo dosaženo až v roce 73.

#### Ztráta moci a smrt

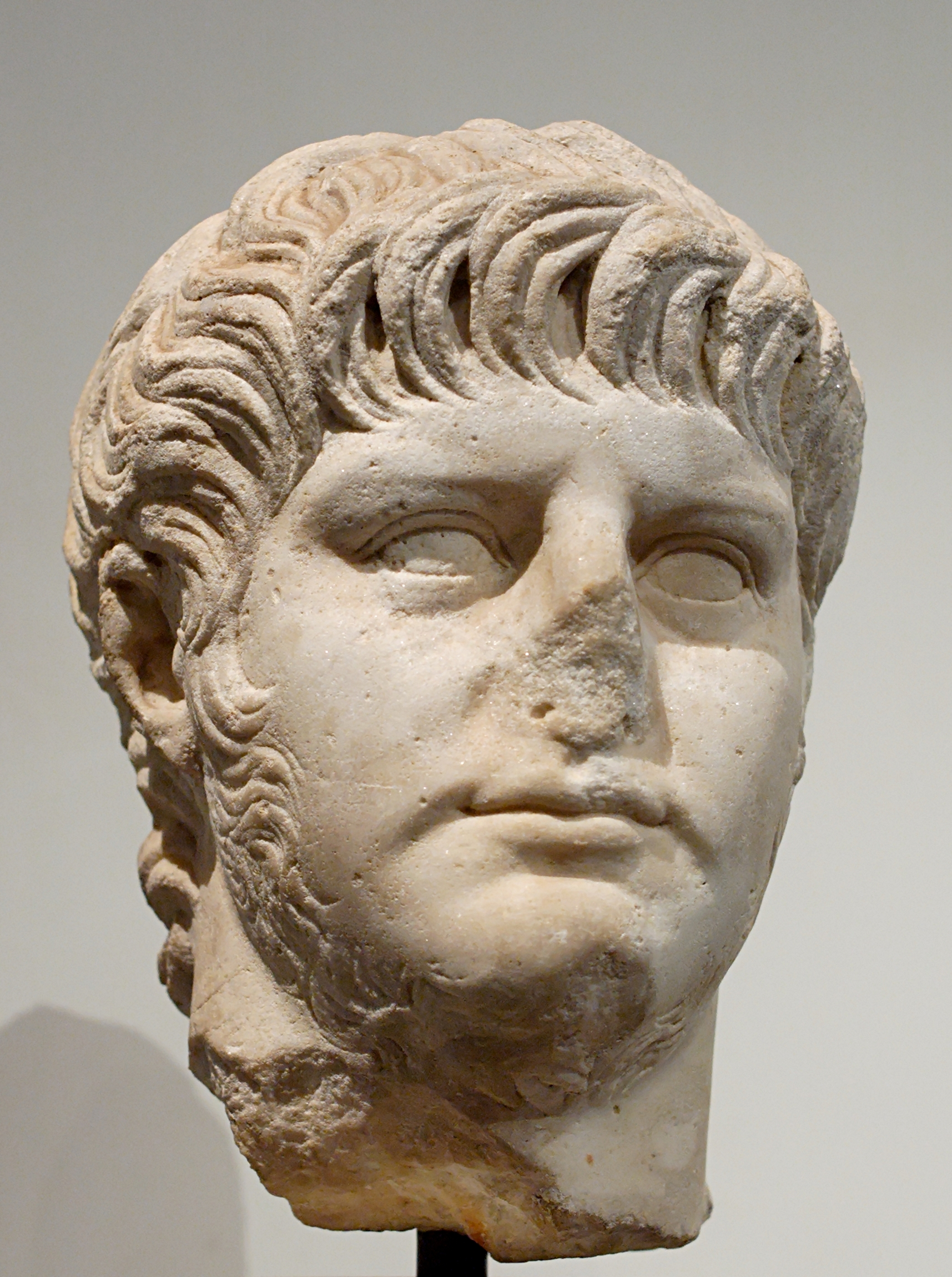
Mramorová busta Nerona

I za Neronovy přítomnosti v Řecku, nejdelšího období absence císaře v Římě od časů Tiberiova odchodu do ústraní, pokračovaly represe proti republikánské nobilitě. Kontrolu nad Itálií vykonával v zastoupení Nerona propuštěnec Hélios, jenž byl obdařen týmiž pravomocemi jako princeps. Hélios však svojí neuvážeností a krutostí situaci v hlavním městě natolik vyhrotil, že byl nucen Nerona stále naléhavěji vybízet k návratu. Teprve oznámením hrozby nové konspirace pohnul císaře počátkem roku 68 ke spěšnému odchodu z Řecka. Po svém příjezdu do Neapole zahájil Nero velkolepé triumfální procesí, ačkoli všechna jeho vítězství, jimiž se pyšnil, pocházela z řeckých her.
Již v Neapoli byl informován o tom, že koncem března vypukla v Gallii Lugdunensis vzpoura iniciovaná tamějším místodržitelem Gaiem Juliem Vindikem. Tento galský šlechtic se opíral především o své soukmenovce, zle utiskované tíživými daněmi, neboť v jeho provincii nebyla umístěna žádná legie. Správcům sousedních provincií rozeslal Vindex dopisy, v nichž je nabádal, aby se k němu připojili. Většina z nich postoupila tyto písemnosti Neronovi, ovšem Servius Sulpicius Galba, místodržitel Hispanie Tarraconensis, tak neučinil. Když nad ním Nero vynesl rozsudek smrti, odhodlal se Galba přejít na stranu Vindika. Ten se v květnu střetl s legiemi Lucia Verginia Rufa, správce Horní Germánie, v bitvě u Vesontia (Besançon), v níž byli vzbouřenci drtivě poraženi a jejich vůdce přišel o život. Verginiovi vojáci se vzápětí pokusili provolat svého velitele císařem. Přestože Verginius se odmítl Neronovi postavit, zřetelná nespokojenost v germánském vojsku a pokračující nepřátelství Galby v Hispánii mohly Nerona stěží uklidnit. Navíc v témže měsíci povstal Lucius Clodius Macer v Africe, čímž bylo ohroženo zásobování Říma obilím.
Po obdržení zpráv o těchto událostech se Nero rozhodl prchnout z Říma do Alexandrie a poslal své nejspolehlivější propuštěnce do Ostie, kde měli připravit loďstvo. Když seznámil důstojníky pretoriánské gardy se svým záměrem plout do Egypta, ti se pod různými záminkami zdráhali splnit jeho rozkazy. Jeden z nich dokonce Neronovi odpověděl veršem z Vergiliovy Aeneidy: „Copak je smrt tak strašlivá strast?“ Tigellinus se v této době odvrátil od svého dobrodince, zatímco jeho kolega Gaius Nymfidius Sabinus přesvědčil pretoriány příslibem štědrých odměn, aby uznali Galbu císařem. Zoufalý Nero váhal nad tím, zda se má vydat do Parthie, či požádat Galbu o milost, případně dovolat se na veřejnosti odpuštění svých předchozích provinění. Ani jednoho se ale neodvážil, neboť se obával, že by byl roztrhán na kusy předtím, než by dorazil na fórum. Během noci si povšiml, že ho opustila vojenská stráž. Za těchto okolností se chtěl obrátit na své přátele, nicméně takřka všichni se už dříve vytratili z jeho společnosti. Jeden z jeho propuštěnců mu posléze poskytl dočasné útočiště ve své venkovské vile, nacházející se nedaleko Říma.
Třebaže Neronovi se podařilo vyhledat úkryt, vzhledem k bezvýchodnosti situace mu jeho průvodci radili, aby si sám dobrovolně vzal život, a předešel tak potupnému konci. Nero si proto nechal vykopat hrob, při jehož hloubení neustále bědoval a opakoval: „qualis artifex pereo!“ („jaký to umělec ve mně hyne!“) Mezitím byl přinesen dopis, z něhož se Nero dozvěděl, že byl senátem prohlášen za nepřítele lidu (hostis), pročež měl být v souladu se starodávným zvykem potrestán vsazením šíje do vidlice a umrskán metlami k smrti. Jakmile zaslechl v blízkosti jezdce, usilující o jeho dopadení, vrazil si Nero s Epafroditovou pomocí dýku do hrdla a 9. června 68 zemřel. Jeho ostatky byly spáleny a popel uložen v rodinném mauzoleu Domitiů na collis hortulorum (v současnosti vrch Pincio).

### Další vývoj
Suetonius a Cassius Dio se shodují v tom, že římský lid přijal s nesmírným veselím Neronovu smrt. Naproti tomu Tacitus hodnotí atmosféru v římské společnosti jako mnohem rozporuplnější. Senátoři, nobilita a příslušníci horních vrstev vítali Neronovo úmrtí s neskrývanou radostí, avšak chudí obyvatelé, otroci, častí návštěvníci arén a divadel a ti, kteří těžili z jeho výstřelků, byli rozčarováni. Smíšené dojmy si z této události odnášeli vojáci, jelikož pociťovali loajalitu ke svému císaři, a přesto se nechali uplatit, aby ho svrhli. Filostratos a Apollónios z Tyany se vyjadřují o zármutku, jež jeho smrt vyvolala na Východě, protože vzkřísil svobodu Řecka. Moderní badatelé obecně zastávají názor, že senát a zámožnější občané se upřímně radovali, na druhé straně prostý lid věrně setrval při Neronovi až do samotného konce.

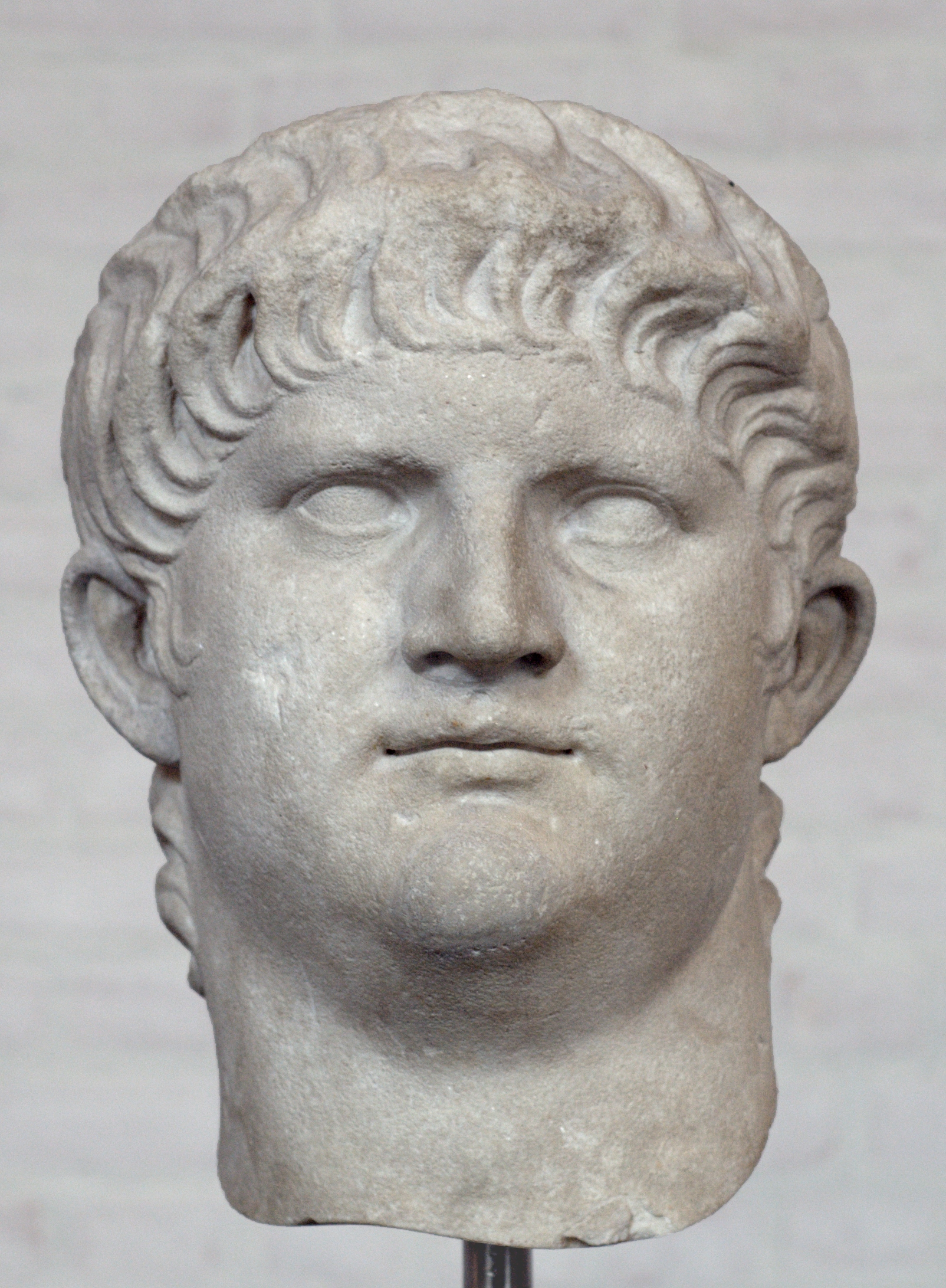
Neronova hlava v mnichovské Glyptotéce

Neronovo jméno bylo odstraněno z četných monumentů. Také řada jeho soch byla předělána do podob jiných osob; takovýchto portrétů bylo objeveno kolem padesáti. Toto přetváření je často vysvětlováno jako doklad uplatnění damnatio memoriae, posmrtného odsouzení císaře vymazáním jeho památky. Někteří historikové zpochybňují tento závěr, k čemuž dodávají, že Neronovy podobizny byly zhotovovány dlouho poté, co zemřel.
Neronovou smrtí bylo završeno dlouhé období panování julsko-klaudijského rodu, po němž následovala neklidná a chaotická etapa občanských válek v roce čtyř císařů. Tacitus spatřoval příčiny této nestability v tom, že císařové nemohli stavět svoji legitimitu na pokrevním příbuzenství s dynastií založenou Augustem. Galba započal svou krátkou vládu popravou Neronových spojenců a potenciálních budoucích nepřátel. Jednou z jeho nejvýznamnějších obětí byl Nymfidius Sabinus, jenž přikázal, aby ho nazývali synem Caliguly. Galbu zanedlouho svrhl Otho, požívající jako někdejší přítel Nerona, jehož částečně připomínal svojí povahou, obliby u vojáků. Prostý lid ho zdravil jako samotného Nerona, čemuž se Otho nijak nebránil. Dokonce užíval Neronovo jméno při podepisování listin a dovolil vztyčit i jeho busty. Po Othonovi připadla moc Vitelliovi, který po svém příchodu do Říma uspořádal smuteční slavnost na počest Nerona, při níž byly hrány Neronovy písně.
Po Neronově sebevraždě se zvláště ve východních provinciích rozšířila pověra, podle níž Nero nezahynul a časem měl uskutečnit svůj návrat. Tyto legendy přetrvaly po celá staletí, přičemž ještě svatý Augustin psal o víře v opětovné nastolení jeho vlády. Na východě říše propukla celkem tři povstání vedená muži přisvojujícími si Neronovo jméno. První z těch, kteří zpívali a hráli na kitharu, případně se mrtvému císaři podobali vzezřením své tváře, se objevil v roce 69 za Vitellia. Přestože přesvědčil několik lidí, aby ho uznali, záhy byl zadržen a popraven. Někdy v průběhu Titovy vlády se v provincii Asii vydával za Nerona jistý podvodník jménem Terentius Maximus. Ten odešel s početným zástupem stoupenců do parthské říše, jejíž král ho však vydal do Říma, kde byl popraven. Dvacet let po Neronově smrti se dostalo parthské podpory jinému uzurpátorovi, prohlašujícímu se za Nerona.

## Hodnocení
Antičtí dějepisci, moderní badatelé a autoři různých beletristických děl nám předkládají velmi barvitý popis Neronova charakteru. S císařovou obvykle prezentovanou pověstí monstra ovšem silně kontrastuje zjištění existence nadšených obdivovatelů ctících jeho odkaz. Suetonius poznamenává, že mnozí jedinci zkrášlovali jeho hrobku květinami a vystavovali jeho obraz na řečništi. Řekové a Parthové chovali Neronovu památku ve velké vážnosti. Oslněn nádherou Neronova Říma usiloval Armén Tiridatés o přebudování vlastního hlavního města, jemuž chtěl dát jméno Neroneia. Parthský král Vologaisés vyzýval Římany, aby uchovávali v úctě císařův odkaz. Řekové pociťovali k Neronovi vděčnost za jeho deklaraci, jíž je osvobodil, ačkoli tento teatrální akt jim stěží mohl zaručit opravdovou volnost. Tohoto činu si považovali i proto, že ho vnímali jako uznání své nadřazenosti Římany. Pro srovnání, Claudius nechal odejmout římské občanství ctnostnému řeckému provinciálovi, jelikož neovládal latinský jazyk. V očích Řeků tudíž Neronovo filhelénské zaměření dostatečně vyvažovalo závadnější stránky jeho osobnosti.
Příčinu Neronova pádu vidí Tacitus v jeho nezměrné krutosti (immanitas) a zhýralosti (luxuria). Hojně kritizovaný rys císařova chování představovala jeho údajná nenasytnost a sklony k pijáctví. Třebaže byl mladého věku, náruživě si hověl v jídle a pití. Cassius Dio spatřuje počátek Neronovy ukrutnosti v okamžiku, kdy své umírněné návyky v oblasti dopřávání si tělesných požitků nahradil bezuzdností. Suetonius potvrzuje, že císař prodloužil dobu vyhrazenou hostinám od poledne do půlnoci. Podle Josepha si Nero počínal pomateně při nakládání s bohatstvím a za rozmařilost je kárán i většinou ostatních historiků. Dalekosáhlé škody vyvolané velkým požárem a okázalé stavební projekty, jako byl Domus Aurea, prohloubily míru utrácení. Nero byl nucen vyhledat dodatečné zdroje příjmů, k čemuž neváhal využít i zabavení chrámových pokladů, dále uvalil enormně vysoké daně, zkonfiskoval majetek odsouzených a zhoršil minci. Nedostatek finančních prostředků se dokonce přičinil o zpoždění vyplácení žoldu vojákům. Ani to ale Nerona nepohnulo k tomu, aby zacházel s penězi obezřetněji.
Neronova podpora mezi aristokraty kolísala, neboť se jim zdálo, že se snaží na jejich úkor nadbíhat lidu. Když se jeho vláda postupně proměnila v tyranii, zmocnila se ho rostoucí nenávist k senátorům, jimž vyhrožoval smrtí, a toužil obejít se při správě říše bez nich. Suetonius připomíná císařovo přání při zahájení budování korintského průplavu: „Nechť to přinese štěstí mně a lidu římskému“, čímž ostentativně pozměnil tradiční latinskou frázi Senatus Populusque Romanus. Porovnání obrazu Nerona v Senekově spise De clementia s jeho zpodobněním v dramatu Octavia dobře ilustruje změnu, jež se s císařem přihodila v průběhu let. Od původní lítosti nad popravou zločince dospěl k přesvědčení o nutnosti navození strachu v zájmu zachování vlastní bezpečnosti.

## Historiografie
Slabinu historického bádání týkajícího se Neronovy vlády představuje neexistence dochovaných pramenů sepsaných jeho současníky. Tato prvotní díla byla pozdějšími historiky hodnocena jako zaujatá a nerealistická, což mělo souviset s jejich nadměrnou kritikou Nerona, případně s jeho přehnaným oslavováním. Kromě toho si tyto prameny velmi často odporovaly v popisu různých událostí. Navzdory tomu se staly důležitým podkladem pro vznik prací pojednávajících o Neronovi, sepsaných dalšími generacemi dějepisců. Jen málo autorů primárních pramenů je známo jménem. Spisy Fabia Rustika, Cluvia Rufa a Plinia staršího, kteří všichni Nerona odsuzovali, jsou dnes kompletně ztraceny. Pouze v Pliniově díle Naturalis historia se dochovalo několik odkazů na Nerona, jehož Plinius nazývá „nepřítelem lidského rodu“. Senekova tvorba je z hlediska neutrality vzhledem k roli, jíž zastával jako učitel a rádce mladého císaře, poměrně obtížně hodnotitelná. V pojednání De clementia („O mírnosti“) ukazuje svého žáka jako laskavého vládce, u něhož lze očekávat příznivý vývoj. Byla napsána i další díla posuzující tohoto císaře kladně, ovšem jména jejich původců a jejich text zůstávají neznámy. Každopádně záhy po Neronově smrti převážilo zatracování tohoto císaře a odmítání jeho politiky.
Jedno z nejpříznivějších vylíčení Neronovy vlády, která svoji mírností a blahobytem měla kontrastovat s dřívější válkou a konflikty, podal Lucanus. Tento básník se paradoxně zapletl do spiknutí usilujícího o Neronovo svržení, načež byl popraven. Lucanus, stejně jako Petronius, ve svém díle císaře krátce zmiňuje, avšak nevěnuje se mu natolik, aby mohl více přiblížit jeho povahu. Naproti tomu Epiktétos, původně otrok Neronova tajemníka Epafrodita, se v několika poznámkách vyjadřuje záporně o Neronově charakteru, nicméně nijak neozřejmuje ráz jeho panování. Nerona popsal jako zkaženého, zlostného a ubohého muže. Flavius Josephus sice označuje Nerona za tyrana, zároveň jako první poznamenává, že z lidí zabývajících se dějinami jeho vlády, se někteří úmyslně odchylovali od skutečnosti, protože přijímali od císaře dary, zatímco jiní o něm lhali z nenávisti či zášti. Plútarchos vystihuje Nerona jako tyrana v životopisech Galby a Othona, k nimž zaujal obdobně negativní postoj.
Stěžejní část toho, co je o Neronovi dnes známo, pochází od Tacita, Suetonia a Cassia Diona, zástupců senátorské historiografie, dávajících najevo své opovržení vůči němu. Tento despekt zčásti odrážel odpor aristokracie k Neronově náklonnosti k Řecku, částečně, jako v případě Tacita, vyvěral ze zavržení samotné instituce císařství, jehož úpadek měl Nero ztělesňovat. Nepříznivé vyznění znázornění Nerona v těchto pramenech vycházelo rovněž z jeho nepředvídatelnosti, vedoucí k vraždění v rodině a k vlnám popravování nebo nucených sebevražd, ze zanedbávání potřeb státu a z postoje k senátu.
Tacitovy Letopisy jsou propracovaným a komplexním výkladem o Neronově době, ačkoli závěrečná část vztahující se k událostem po roce 66 byla ztracena. Tacitus přistupuje k Neronovi s notnou dávkou kritiky, přesto na rozdíl od jiných autorů nepřikládá váhu rozšířeným pověstem. Kromě toho byl přesvědčen, že životopisy císařů julsko-klaudijské dynastie od předchozích tvůrců se vyznačovaly nevyvážeností: „Činy Tiberiovy, Gaiovy, Claudiovy a Neronovy byly za jejich života ze strachu vylíčeny křivě, když však zemřeli, s čerstvou dosud nenávistí k nim.“ Jak sám Tacitus připustil, ve své politické kariéře vděčil za mnohé Neronovým soupeřům. Vědom si zřejmosti tohoto faktu čtenářům, odmítl, že by tím mohla utrpět jeho objektivita. Suetonius projevuje ve svých biografiích císařů tendenci ke zdůrazňování různých anekdot a senzací, přičemž v Neronově životopise vyjadřuje otevřeně nevraživé stanovisko k postavě císaře. Určití současní historikové zpochybňují jeho věrohodnost, jelikož leckteré z uváděných skutečností se jeví jako propaganda očerňující Nerona. Cassius Dio zachytil Neronovo období ve svých Římských dějinách, konkrétně v knihách 61 až 63, z nichž se dochovaly pouze fragmenty, vytažené a upravené Ioannem Xifilinem, byzantským mnichem žijícím v 11. století.
Z pozdějších historiků vyzdvihoval Aurelius Victor první léta panování Nerona, třebaže svým jednáním vzbuzoval zahanbení a stud. V ještě méně příznivém světle nahlížel na tohoto císaře Eutropius, označující ho ve shodě s Pliniem za „nepřítele jednoho každého dobrého člověka“.

## Nero ve vnímání křesťanů a Židů

### Křesťanství
Raní křesťané považovali Nerona za prvního z pronásledovatelů jejich víry a za muže, na němž lpěla odpovědnost za zabití apoštolů Petra a Pavla. Ve středověku byl Nero mnohými křesťany pokládán za Antikrista. Tacitus líčí Neronem vyvolané mučení a popravy křesťanů po velkém požáru. Taktéž Suetonius popisuje potrestání křesťanů, které ale nedává do souvislosti s ohněm. Teprve křesťanský spisovatel Tertullianus, žijící přibližně v letech 155 až 230, označuje Nerona za prvního pronásledovatele křesťanů. Lactantius se o něm rovněž vyjadřuje jako o prvním císaři stíhajícím služebníky Boží. Nicméně Suetonius v Claudiově životopise uvádí, že „[Claudius] vypudil Židy z Říma, protože tam z podněcování Chréstova vytrvale tropili nepokoje“. V případě těchto vyhnaných Židů se ve skutečnosti mohlo jednat o první křesťany.
Biskup Eusebios z Kaisareie (kolem 275 až 339) se jako první zmiňuje o tom, že Pavel byl setnut v Římě za vlády Nerona. Podle některých jiných pramenů strávil Pavel v Římě dva roky a poté odešel do Hispánie. V apokryfních Skutcích Petra je poprvé líčeno usmrcení tohoto apoštola způsobené ukřižováním hlavou dolů. Četní spisovatelé ve 4. století tvrdili, že Petr a Pavel byli zabiti v průběhu Neronových perzekucí křesťanů, ačkoli císař se na jejich smrti přímo nijak nepodílel. Další apokryfní text Nanebevzetí Izajášovo naznačuje, že Nero byl Antikristem. Na základě Sibylliných proroctví uvěřili leckteří členové křesťanské komunity v návrat Nerona v podobě Antikrista, což potvrzuje ve svých spisech i svatý Augustin.

### Židovství
V roce 66 se v Caesareji a Jeruzalémě rozhořel konflikt mezi Řeky a Židy. Podle Talmudu měl Nero vstoupit do Jeruzaléma, kde vystřelil šípy do čtyř světových stran, ovšem všechny šípy dopadly ve městě. Nato se císař zeptal okolojdoucího dítěte na verš, jenž se ten den naučilo. Dítě odpovědělo: „Pomstu nad Edómem vykonám skrze Izraele, svůj lid“ (Ezechiel 25,14). Nerona tato věta vyděsila, neboť uvěřil, že Bůh chce zničit jeruzalémský Chrám a zároveň potrestat toho, kdo tuto zkázu přivodí. Proto uprchl a přestoupil k judaismu, aby se vyvaroval vyslovené hrozby. V Talmudu se dále píše, že mudrc rabi Meir, význačný představitel Bar Kochbova povstání proti římské nadvládě, byl Neronovým potomkem.

## Odraz v moderním umění
Významné události Neronova období, obzvláště velký požár Říma a pronásledování křesťanů, se dočkaly četného dramatického a hudebního zpracování jako například v operách L'incoronazione di Poppea od Claudia Monteverdiho, Agrippina od Georga Friedricha Händela, Nero od Antona Rubinsteina a Nerone od Pietra Mascagniho. Existuje více než stovka různých románů, které se zabývají Neronem nebo jeho dobou, přičemž žánr těchto děl se pohybuje od detektivek přes zdánlivé autobiografie až k milostným tragédiím. Spisovatel Lion Feuchtwanger vytvořil román Nepravý Nero, jehož děj se odehrává po císařově smrti. Z historických románů patří k nejznámějším Quo Vadis od Henryka Sienkiewicze, opakovaně převedený na filmové plátno. Mimořádné proslulosti nabyl především velkofilm Quo Vadis? z roku 1951, v němž císaře ztvárnil herec Peter Ustinov. A pak v roce 1985 šestidílný italský velkofilm Quo vadis? s K.M. Brandauerem v roli Nera a M. von Sydow v roli apoštola Petra. V roce 2001 vznikla polská filmová verze zrežírovaná Jerzy Kawalerowiczem. O tři roky později byl natočen dvoudílný televizní film Nero, císař římský s Hansem Mathesonem v hlavní roli. Herec Michael Sheen ztělesnil Nerona v jedné epizodě miniseriálu Starověký Řím: Vzestup a pád impéria. O době jeho vlády pojednává i historický román Jarmily Loukotkové Není římského lidu. V roce 2018 byl vytvořen krátký film s názvem Nero: Drsný život pátého Římského císaře od studia Jelenc Productions z Česka.

#### Primární
- Pietro Cossa: Nero (italsky)
- Tacitus. Histories. I-IV (anglicky)
- Tacitus. Annals. XII–XVI (anglicky)
- Josephus. Antiquities of the Jews. XX (anglicky)
- Cassius Dio. Roman History. Epitome of Books LXI–LXIII (anglicky)
- Suetonius. The Lives of Twelve Caesars. The Life of Nero (anglicky)

#### Sekundární
- Nero (antika.avonet.cz) Archivováno 10. 11. 2015 na Wayback Machine.
- Nero, zpěvák na trůně (Portál Antika) Archivováno 4. 4. 2015 na Wayback Machine.
- Claudius Caesar Nero: panovník či tyran? – Staré národy | civilizace
- Nero: The Actor-Emperor (anglicky)
- Nero (De Imperatoribus Romanis) (anglicky)
- Nero Caesar (bible-history.com) Archivováno 20. 1. 2010 na Wayback Machine. (anglicky)
- Nero Claudius Drusus Germanicus (roman-empire.net) Archivováno 2. 7. 2007 na Wayback Machine. (anglicky)
- Povídka o Neronově smrti, napsaná podle dobových zdrojů

| Předchůdce: Claudius | Znak z doby nástupu | Římský císař 54–68 | Znak z doby konce vlády | Nástupce: Galba |